# Inhibitor proteinske sinteze
Inhibitor proteinske sinteze je supstanca koja zaustavlja ili usporava rast ili proliferaciju ćelija putem ometanja procesa koji direktno dovode do generisanja novih proteina.
Dok se široka interpretacija ove definicije može koristiti za opisivanje skoro svih antibiotika, u praksi, ona se obično odnosi na supstance koje deluju na nivo ribozoma (bilo samih ribozoma ili translacionog faktora), koristeći razlike od glavnih razlika između prokariotskih i eukariotskih struktura ribozoma.
Toksini kao što je ricin takođe funkcionišu putem inhibicije sinteze proteina. Ricin deluje na eukariotski 60S.
Primeri:
- Neomicin
- Geneticin